# Macropathus
Macropathus is een geslacht van rechtvleugeligen uit de familie grottensprinkhanen (Rhaphidophoridae). De wetenschappelijke naam van dit geslacht is voor het eerst geldig gepubliceerd in 1869 door Francis Walker.

## Soorten
Het geslacht Macropathus omvat de volgende soorten:
- Macropathus acanthocera Milligan, 1926
- Macropathus filifer Walker, 1869
- Macropathus huttoni Kirby, 1906